# دكوانة (دير حافر)
دكوانة قرية سوريّة تتبع إداريّاً لمحافظة حلب منطقة دير حافر ناحية كويرس شرقي، بلغ تعداد سكانها 688 نسمة حسب التعداد السكاني لعام 2004.